# 84.º Regimento de Infantaria
Para unidades com o mesmo número regimental, ver 84º Regimento de Infantaria
O 84º Regimento de Infantaria foi um regimento britânico criado para servir na Índia com a Companhia Britânica das Índias Orientais.

## História
Criado na Inglaterra em 1758 durante a Guerra dos Sete Anos, ele foi enviado em 1759 à Madras, na Índia, onde ele participou na Campanha das Índias Orientais (1757-1763) sob o comando de Robert Clive. Este regimento estava entre os primeiros regimentos britânicos formados por europeus a servir na Índia. O regimento entrou em ação não muito depois de chegar ao oriente, atuando na Batalha de Wandiwash em Janeiro de 1760. Esta batalha foi seguida por outra em Setembro, o cerco de Pondicherry, e o cerco de Arcot na Segunda Guerra Carnática.
Em 1765, o 84º Regimento retornou à Inglaterra e foi dissolvido. Sir Eyre Coote foi um comandante do regimento durante a guerra. Ele se tornaria um dos primeiros Comandantes-em-chefe da Índia e general do exército britânico.

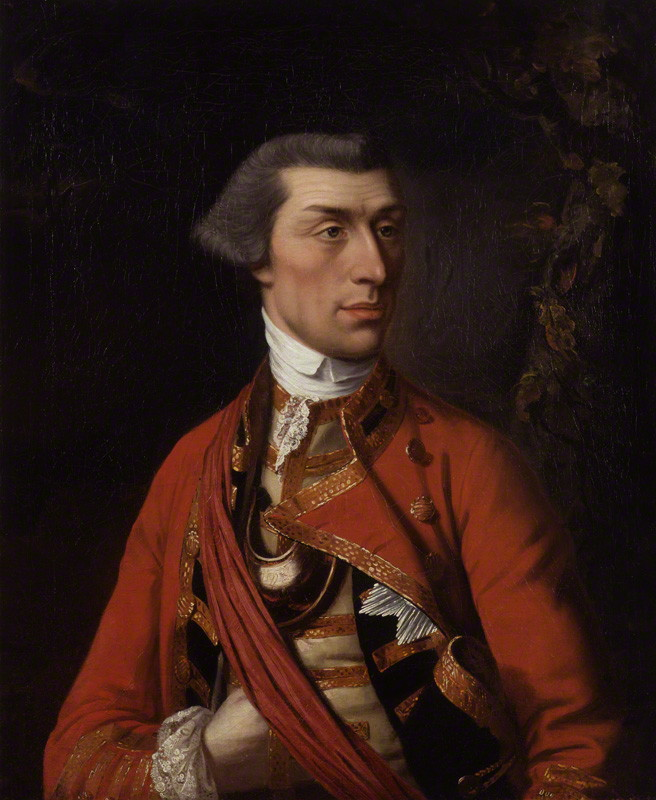